# アンネグレート・リヒター
アンネグレート・リヒター (Annegret Richter、1950年10月13日 - )は、西ドイツの陸上競技選手。1976年モントリオールオリンピック女子100mで金メダルを獲得したほか、オリンピックで4つのメダルを獲得した短距離選手である。
リヒターは、1971年のヨーロッパ選手権の4×100mリレーで西ドイツチームの一員として金メダルを獲得。翌年の地元でおこなわれた1972年ミュンヘンオリンピックでは、100mでは5位に終わったものの、4×100mリレーではライバルの東ドイツを破り、42秒81の世界新記録で金メダルを獲得した。
1976年モントリオールオリンピックを前にして、皆の注目はリヒターではなく直前に11秒04の世界新記録を出したインゲ・ヘルテンに集まっていた。リヒターは予選でディフェンディングチャンピオンの東ドイツのレナーテ・シュテヒャーに敗れたものの、リヒターは2次予選で11秒05という好タイムを、そして準決勝では11秒01の世界新記録を樹立する。決勝では、リヒターとヘルテン、そしてシュテヒャーはそれぞれ1mほどの差がつきながらリヒターは金メダルを獲得した。
リヒターは、3日後の200mでも銀メダルを獲得。さらに4×100mリレーでも東ドイツに敗れたものの銀メダルを獲得した。